# Sony Xperia E1
Sony Xperia E1 (модельний номер — D2104, кодові ім'я — Falcon SS, board Shuang) — це смартфон на базі Android з низьким діапазоном дії, розроблений і виготовлений компанією Sony, з акцентом на гучні динаміки. Під кодовою назвою Falcon SS та board Shuang він був анонсований 14 січня 2014 року разом із Sony Xperia T2 Ultra і продавався як телефон, орієнтований на музику. Випущений у першому кварталі 2014 року, Xperia E1 має варіант із подвійною SIM-картою під назвою Xperia E1 Dual.

## Характеристики смартфону

### Апаратне забезпечення
Смартфон працює на базі двоядерного процесора Qualcomm Snapdragon 200 (MSM8210), що працює із тактовою частотою 1,2 ГГц, 512 МБ оперативної пам’яті і використовує графічний процесор Adreno 302 для обробки графіки. Пристрій також має внутрішню пам’ять об’ємом 4 ГБ, із можливістю розширення карткою microSDXC до 32 ГБ. Апарат оснащений 4 дюймовим (100 мм відповідно) екраном із розширенням 800 x 480 пікселів, із щільністю пікселів на дюйм — 233 ppi, що виконаний за технологією TFT. В пристрій вбудовано 3,15-мегапіксельну основну камеру, що може знімати SVGA-відео із частотою 20 кадрів на секунду, фронтальна камера відсутня. Дані передаються через роз'єм micro-USB. Щодо наявності бездротових модулів Wi-Fi (802.11 b/g/n), Bluetooth 4.0, вбудована антена стандарту GPS з A-GPS. Весь апарат працює від Li-ion акумулятора ємністю 1700 мА·год, що може пропрацювати у режимі очікування 498 годин, у режимі розмови — 8 годин, і важить 120 грами.
Оскільки сам телефон орієнтований на музику, Xperia E1 має спеціальну кнопку Walkman, розташована на верхній частині телефону, яка керує програмою Walkman, і жест струшування, який управляє навігацією по треку. Він також включає динамік, здатний видавати звук до 100 децибел.

### Програмне забезпечення
Смартфон Sony Xperia E1 постачався із встановленою Android 4.3 «Jelly Bean» із інтерфейсом користувача від Sony та додатковими програмами, включаючи медіа-програми Sony (Walkman, Альбоми і Фільми), а також режимом Stamina для акумулятора, який збільшує час роботи телефону в режимі очікування до 4 разів. Декілька програм Google (наприклад, Google Chrome, Google Play, Google Now, Google Maps і Google Talk) уже попередньо завантажені.

## Варіанти[13]
| Модель            | Номер моделі |
| ----------------- | ------------ |
| Xperia E1 Single  | D2004, D2005 |
| Xperia E1 Dual    | D2104, D2105 |
| Xperia E1 TV Dual | D2114        |